# Dicranomyia grishma
Dicranomyia grishma är en tvåvingeart som först beskrevs av Alexander 1964.  Dicranomyia grishma ingår i släktet Dicranomyia och familjen småharkrankar. Inga underarter finns listade i Catalogue of Life.